# I. Hentkauesz sírja
I. Hentkauesz sírja gízai piramismező különleges konstrukciójú építménye a IV. és V. dinasztia fordulójáról. Nem igazi piramis, talán a lépcsős piramisok szerkezetéhez hasonló módon épült, de nem is masztaba, hanem valahol a kettő közötti, előzmény és hagyomány nélküli.

## Az építtető
A síremléket Hentkauesz királynő építtette, aki a IV. dinasztia utolsó királyának (Sepszeszkaf) és az V. dinasztia első uralkodójának (Uszerkaf) is a felesége volt, így feltehető, hogy az uralkodási jog is rajta keresztül szállt e királyokra, illetve Hentkauesz maga is szuverén volt.

## A felépítmény

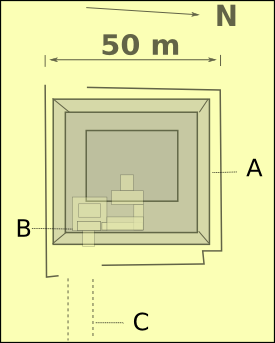
A sír alaprajza

Hentkuesz sírja ránézésre egy aszimmetrikus kétlépcsős piramisra emlékeztet, valójában csak a felső, masztabajellegű részét építették, mert az alsó része egy természetes sziklatömb. Az egyiptológia jelenlegi ismeretei szerint két szakaszban épült.
Az alap egy majdnem négyzet alakú, szálban álló mészkőtömb, amelyet 90×85 könyök méretűre körbefaragtak. Magassága 10,5 m, azaz pontosan 20 könyök. A szikla azon kőbánya maradványa, amelyből a IV. dinasztia piramisaihoz fejtették a követ. Mind a négy oldalán álajtós fülkéket képeztek ki, a bejárat a keleti oldal déli felén nyílik. A két kamrát a sziklában alakították ki.
A második szakaszban egy téglalap alakú masztabafelépítményt kapott, amely Sepszeszkaf sírjának szerkezetéhez hasonló. Ez talán kapcsolatban áll azzal, hogy Szahuré trónra lépésével anyakirálynővé vált. A felső rész magassága mintegy 7,9 m (15 könyök) a boltozatos zárással együtt. Ez a felépítmény nem az alap közepén van, hanem nyugatra eltolva, így keleten nagyobb terasz keletkezett. A kamrák nem nyúlnak a felépítmény alá, ezért feltehető, hogy féltek a sziklasír beomlásától. A végső szakaszban turai mészlő burkolatot kapott, amely 74°-os dőlésű.
Az eredeti magassága mára alig csökkent, eléri a 17 métert.

## Az alépítmény
A valódi bejárat vörös gránit ajtókeretet kapott, ugyanezzel a kőzettel burkolták a kamrákat is. A sziklatömbnek ez a sarka beomlott, így az előkamra szabadon áll. Az előkamrában három szoborfülke kapott helyet, innen észak felé nyílik egy lejtős folyosó, amelynek végén keletre van a sírkamra. A sírkamrában hat tárolófülkét képeztek ki, valamint két álajtót. Egykor egy alabástrom szarkofág állt benne, amelynek maradványai ma is láthatók. A koporsót feltehetően az ókori sírrablók törték össze, hogy a holttesthez hozzáférjenek.

## A piramiskörzet
A hagyományos piramiskörzet elemeiből a halotti templom található meg, amelyet a bejárattal szemben, a sír keleti oldalán építettek fel. A körzetet kerítésfal vette körül, délnyugati sarkában egy bárkaveremmel. A feljáró út és a völgytemplom ismeretlen, feltehetően ezek nem is épültek meg. A Sepszeszkaf alatt kezdődő papi kiváltságolási folyamatok részeként Hentkauesz sírja mellett megjelentek az áldozópapság lakhelyei.

## Feltárása
A korai egyiptológusok, mint John Shae Perring piramismező negyedik befejezetlen piramisának, Richard Lepsius magánsírnak tartották. Szelim Haszan 1932–1933-ban végezte az első módszeres feltárásokat a sírban és környékén, ő ismerte fel a szerkezet és az alak sajátságosan egyedi voltát.